# 2008 en France
Chronologie de la France
- 2004
- 2005
- 2006
- 2007
- 2008
- 2009
- 2010
- 2011
- 2012

Cette page présente les faits marquants de l'année 2008 en France. Voir aussi 2008 dans la France d'outre-mer.

## Chronologie
- 1er janvier : entrée en vigueur de l'interdiction de fumer dans tous les lieux publics en France.
- Février : adoption par voie parlementaire du traité de Lisbonne.
- 9 et 16 mars : élections municipales. L'UMP au pouvoir est sanctionné. De nombreuses grandes villes passent à gauche. Des élections cantonales ont lieu le même jour.
- 15 avril : début de la grève des travailleurs sans-papiers salariés de seize entreprises de la région parisienne qui réclament leur régularisation[1].
- 150e anniversaire des apparitions de Notre-Dame de Lourdes à Bernadette Soubirous.
- Juin : l'équipe de France de football est éliminée de l'Euro 2008 sans être parvenue en quart de finale.
- 1er juillet : la France prend la présidence de l'Union européenne.
- 23 juillet : Révision constitutionnelle relative à la modernisation des institutions de la République qui procède à la révision de nombre de dispositions notamment les articles 11, 39, 41, 43, 44, 61-1(instauration de la QPC) de la Constitution.
- Juillet : le Tour de France 2008 est de nouveau marqué par des scandales de dopage.
- 8 au 24 août : jeux olympiques d'été de 2008, la France remporte 41 médailles dont 7 en or.
- Durant l'été pour les vacances, le prix des carburants atteint des sommets avant de rebaisser à l'automne.
- Septembre : visite du pape Benoît XVI en France.
- Novembre : une série de sabotages se produisent sur le réseau SNCF dans diverses régions de France. L'enquête aboutit à l'arrestation de Julien Coupat appartenant à la mouvance anarcho-autonome.

## Divers
- 834 000  naissances en France en 2008

## Économie
- Le chômage descend à 7,1 % de la population active, son plus bas niveau depuis 1983. Mais sous l'effet de la crise économique mondiale, il repart à la hausse.
- La dynamique des recettes de la CRDS, finançant la dette des organismes de la sécurité sociale, atteint 6 milliards d'euros[2].

## Culture

### Cinéma

#### Films français sortis en 2008
- 30 janvier : Astérix aux Jeux olympiques, réalisés par Frédéric Forestier et Thomas Langmann inspiré de la bande dessinée éponyme de René Goscinny et Albert Uderzo et mettant en vedette Clovis Cornillac (Astérix), Gérard Depardieu (Obélix), Benoît Poelvoorde (Brutus), Alain Delon (Jules César), Vanessa Hessler (Princesse Irina), Franck Dubosc (Assurancetourix), José Garcia (Couverdepus), Stéphane Rousseau (Alafolix) et Jean-Pierre Cassel (Panoramix)

#### Autres films sortis en France en 2008
- 31 décembre : Il divo, film italien de Paolo Sorrentino.

#### Prix et récompenses
- César du meilleur film : La Graine et le Mulet, - d'Abdellatif Kechiche
- Prix Jean-Vigo : Nulle part, terre promise, d'Emmanuel Finkiel

## Décès en 2008
Janvier
- 5 : Raymond Forni, homme politique, ancien président de l'Assemblée nationale[3].
- 12 : Alexandre de Paris, coiffeur, coiffeur lié à la Haute Couture
- 15 : Alain Feydeau, comédien
- 16 : Pierre Boussel, homme politique, candidat à l'élection présidentielle de 1988
- 17 : Carlos, chanteur et humoriste, fils de Françoise Dolto
- 20 :  Louis de Cazenave
- 27 : Jean Mattéoli, homme politique, ancien ministre de 1979 à 1981
- 29 : Philippe Khorsand, comédien
- 30 : Gilbert Bonnemaison, homme politique, ancien maire d'Épinay-sur-Seine

Février
- 13 : Henri Salvador, chanteur
- 15 février : Bruno Devoldère, 60 ans, acteur français spécialisé dans le doublage.
- 18 : 
  - Alain Ayache, dirigeant d'un groupe de Presse
  - Alain Robbe-Grillet, écrivain
- 27 : Hubert Gignoux, comédien
- 29 : Alain Gottvallès, nageur

Mars
- 1er : Michel Bavastro, journaliste, cofondateur du Journal Nice-Matin
- 3  :  Lucien Steinberg, historien
- 7 : Jean Laurain, homme politique français, député.
- 12 : Lazare Ponticelli, dernier poilu
- 25 : Thierry Gilardi, présentateur de Téléfoot et Télérugby, et commentateur des matches de foot sur TF1.

Avril
- 17 : Aimé Césaire, poète martiniquais
- 20 : Farid Chopel, 55 ans, acteur français.

Mai
- 9 : Pascal Sevran, animateur

Juin
- 1er : Yves Saint Laurent, couturier, fondateur de la maison de couture du même nom.
- 6 : Pascal Massix, 48 ans, acteur français de doublage.
- 16 : Henri Labussière, Acteur et comédien de doublage.
- 18 : Jean Delannoy Réalisateur (Le Bossu, La Symphonie Pastorale)
- 27 : Frédéric Botton Compositeur
- 29 : Jacques Roussel, chef d'orchestre

Juillet
- 1er : Pierre Lasjaunias
- 3 :Georges Folgoas Réalisateur de Télévision
- 4 : Jean-René Gougeon Driver, recordman de victoires du Prix d'Amérique
- 6 : Guy Lardreau philosophe
- 10 : Bernard Cahier, journaliste et photographe
- 18 : 
  - Lucien Léger
  - Edouard Fachleitner cycliste
- 20 : Michel Junot
- 26 : Daniel Santamans
- 27 : Jean-Jacques de Felice Avocat, ancien vice-président de la Ligue des droits de l'homme
- 29 : Pierre Berès Éditeur

Août
- x

Septembre
- 24 : Michel Modo Comédien, notamment dans la série Le gendarme de Saint Trpoez

Octobre
- 1er : Robert Couturier sculpteur
- 2 : 
  - Dominique Frémy créateur du Quid
  - Henri Bartoli économiste
- 3 : André Bellec doyen des chanteurs Les Frères Jacques
- 13 : Guillaume Depardieu acteur et fils de Gérard Depardieu (° 7 avril 1971)
- 20 : Sœur Emmanuelle Religieuse belge

Novembre
- x

Décembre
- x